# Pulvermühle (Waischenfeld)
Pulvermühle ist ein Gemeindeteil der Stadt Waischenfeld im Landkreis Bayreuth (Oberfranken, Bayern). Pulvermühle liegt in der Gemarkung Waischenfeld.

## Lage
Die Einöde liegt direkt am Fluss Wiesent.

## Gebäude
Ursprünglich wurde Schwarzpulver in der Pulvermühle hergestellt. Nach einer Weigerung der Betreiber, die Truppen des französischen Kaisers Napoleon Bonaparte mit Schwarzpulver zu versorgen, verursachten diese Truppen 1806 eine Explosion, woraufhin das Gebäude bis 1875 nicht mehr genutzt wurde.
1875 eröffnete Lorenz Schatz nach dem Wiederaufbau eine Flaschenbierwirtschaft. Nach der Heirat einer Tochter mit Johann Bezold wurde das Anwesen als Gasthaus von der Familie Bezold weitergeführt. Nach dem Zweiten Weltkrieg baute diese das Gebäude stetig aus; so wurden zunächst 1950 ein Saalbau errichtet und die Übernachtungskapazitäten ausgebaut. 1967 beherbergte die Pulvermühle die Gruppe 47 bei ihrem letzten regulären Treffen.
Im Mai 1972 kam es zu einem Feuer, durch das das mit 40 Personen vollbesetzte Hotel schwer beschädigt wurde; es gab dabei keine Verletzten. Der Saalbau musste daraufhin wieder abgerissen werden. Auch das alte Gasthaus wurde aus finanziellen Gründen von den Inhabern abgerissen und an seiner Stelle wurde ein neues Gebäude errichtet.
Nach der Neueröffnung wurde die Pulvermühle 1977 mit dem Bayerischen Staatspreis ausgezeichnet.
Ab 1968 nutzten Schachspieler die Pulvermühle als Herberge. Exweltmeister Bobby Fischer versteckte sich ab Oktober 1990 drei Monate lang dort. Der in der Einöde aufgewachsene Schachgroßmeister Michael Bezold veranstaltete dort in den 2000er Jahren ein jährliches Schachturnier, die Fränkischen Großmeistertage. Die Deutsche Schachjugend verwendete die Räumlichkeiten der Pulvermühle zur Nachwuchsförderung.
2012 wurde die Pulvermühle geschlossen und später verkauft. Seit 2013 wurde sie als Hotel von neuen Betreibern weitergeführt und war bis April 2014 wegen Renovierung geschlossen. Seitdem ist die Pulvermühle als Pension mit Ferienwohnung und Restaurant/Cafe mit Biergarten wieder geöffnet.
Durch die Einöde verläuft der Fränkische Marienweg.